# Otočje Spratly
Otočje Spratly (kin. Nánshā Qúndǎo; vijet. Quần Đảo Trường Sa, malajski Kepualuan Spratly, tagaloški Kapuluan ng Kalayaan) je grupa od nešto više od 750 grebena, otočića, atola, pješčanih otočića i 12 prirodnih otoka u Južnom kineskom moru između Filipina, Kine, Malezije, Bruneja i Vijetnama. Iako imaju svega 4 četvorna kilometra kopnene površine, protežu se na ukupno 409,000 četvornih kilometara morske površine.
Zbog velike ribolovne zone i potencijalnog nalazišta nafte i plina, ovo otočje je predmet spora okolnih država.